# Бадов (Закарпатская область)
Бадов (укр. Бадів, венг. Badótanya) — село в Батьевской поселковой общине Береговского района Закарпатской области Украины.
Население по переписи 2001 года составляло 546 человек. Почтовый индекс — 90210. Телефонный код — 03141. Занимает площадь 1,45 км². Код КОАТУУ — 2120488402.